# Katarzyna Zielonko-Jung
Katarzyna Zielonko-Jung (ur. 1971) – polska architektka, członek Stowarzyszenia Architektów Polskich, Izby Architektów RP i Polskiego Towarzystwa Energetyki Słonecznej.

## Życiorys
Autorka i współautorka projektów architektoniczno-budowlanych i projektów wnętrz, m.in. domy jednorodzinne (Gdańsk, Warszawa), oddziały banków Citibank (Poland) (Warszawa, Kraków), PKO BP (Warszawa), Raiffeisen Bank (Warszawa), standardowe restauracje McDonald’s, wnętrza centrów handlowych (Warszawa, Toruń), obiekty szpitalne (Warszawa, Zabrze). Absolwentka Wydziału Architektury Politechniki Gdańskiej 1995, studia doktoranckie na Wydziale Architektury Politechniki Warszawskiej 1997-2002 (doktorat 2003). Od 2004 roku również wykładowca na Wydziale Architektury Politechniki Warszawskiej.

## Nagrody
- 2004: Wyróżnienie Ministra Infrastruktury za pracę doktorską pt. Podwójne elewacje szklane we współczesnej architekturze
- 2005: Stypendium Fundacji Nauki Polskiej dla młodego naukowca